# Hatto II
Hatto II OSB (zm. 17 lub 18 stycznia 970) – duchowny Kościoła rzymskokatolickiego, opat klasztoru w Fuldzie (956–968), arcybiskup Moguncji (968–970).

## Życiorys
Pochodzenie Hatto II nie jest znane. Po śmierci opata Hadamara, w 956 roku Hatto II został opatem klasztoru w Fuldzie. W 961 roku wziął udział w wyprawie do Italii Ottona I Wielkiego (912–973) i w grudniu 961 roku został wysłany przez Ottona do Rzymu, by przygotować jego wizytę. W 962 roku był obecny przy koronacji króla na cesarza. W 968 roku po śmierci arcybiskupa Moguncji Wilhelma (929–968), cesarz zapewnił wybór Hatto na jego następcę, ponieważ Hatto sprzyjał założeniu nowego arcybiskupstwa w Magdeburgu. W październiku 968 roku podczas synodu w Rawennie głosował zgodnie z oczekiwaniami cesarza za utworzeniem diecezji magdeburskiej.

## Saga o mysiej wieży w Bingen
Według jednej z sag, Hatto II miał zostać zjedzony przez myszy w Mysiej Wieży niedaleko Bingen. Saga ta łączona jest również z postacią wcześniejszego arcybiskupa Moguncji – Hatto I.